# Pierre Joseph Chédeaux
Pierre-Joseph Chédeaux (1767-1832) est un homme politique français. Maire de Metz en 1815, il fut député de la Moselle de 1831 à 1832.

## Biographie
Fils d'un marchand de la ville, Pierre-Joseph Chédeaux naît à Metz en Lorraine, le 31 août 1767. Se destinant, comme son père, au commerce, il travaille dans une fabrique de soierie à Lyon, lorsque la Révolution française éclate. Il épouse en 1795 Marie Philippine Bertrand de Boucheporn (1774-1851), fille de Claude-François Bertrand de Boucheporn, avocat au Parlement de Metz, ancien intendant de Corse, guillotiné à Toulouse sous la Terreur .
Revenu à Metz, où il fonde une manufacture de soierie, il est nommé juge au tribunal de commerce en 1806, devient membre de la Société d’agriculture et des arts en 1810 et membre du conseil général du commerce de France trois ans plus tard. Pierre-Joseph Chédeaux reçoit la nouvelle croix de la Réunion en 1814, deuxième ordre du Premier Empire, après la Légion d'honneur. Maire de Metz pendant les Cent-Jours en 1815, Chédeaux préside en plus la chambre de commerce. Ses produits manufacturiers lui valent régulièrement des médailles aux expositions départementales.
Pierre-Joseph Chedeaux se présente aux élections législatives en 1822, 1824 et 1827, mais échoue à chaque fois devant Joseph de Turmel. Il est de nouveau Maire de Metz en 1831. Opposé à Jean-Baptiste Pierre de Semellé, Chédeaux est finalement élu député de la Moselle, le 5 juillet 1831. Il entre à l'assemblée nationale, pour rejoindre la majorité conservatrice, conservant son mandat jusqu'à son décès. 
Pierre-Joseph Chédeaux décéda du Choléra à Paris, le 13 avril 1832 et est inhumé au cimetière du Père-Lachaise (39e division).

## Ses travaux
- Lettre sur le transit et l'entrepôt, adressée à son excellence le ministre du commerce et des colonies, Selligue, Paris, 1828.
- Réflexions sur la nécessité d'établir des entrepôts sur tous les points principaux de la France, et particulièrement à Metz, 1819;
- Opinion de M. Chédeaux, de Metz, sur la question des entrepôts extérieurs;
- Projet d'établissement d'une foire européenne à Metz 1822.

## Sources
- « Pierre Joseph Chédeaux », dans Adolphe Robert et Gaston Cougny, Dictionnaire des parlementaires français, Edgar Bourloton, 1889-1891 [détail de l’édition]